# Billy Hughes
William Morris Hughes, CH KC (25 de setembro de 1862 - 28 de outubro de 1952), foi um político australiano que serviu como o 7.º Primeiro Ministro da Austrália, no cargo de 1915 a 1923. Hughes é mais conhecido por liderar o país durante a Primeira Guerra Mundial, porém a sua influência na política nacional durou várias décadas. Hughes foi membro do parlamento federal da Federação em 1901 até à sua morte, a única pessoa a servir por mais de 50 anos. Ele representou seis partidos políticos durante a sua carreira, liderando cinco, superando quatro e sendo expulso de três.